# Razúmnoye
Razúmnoye (ruso: Разу́мное) es un asentamiento de tipo urbano de Rusia, perteneciente al raión de Bélgorod de la óblast de Bélgorod.
En 2021, el territorio del asentamiento tenía una población de 28 875 habitantes, de los cuales 28 192 vivían en el propio asentamiento y el resto repartidos en dos pedanías: los pueblos (siola) de Nizhni Olshanets y Toplinka.
Comprende un conjunto de urbanizaciones ubicadas en la periferia suroriental de la capital regional Bélgorod, en el entorno del río Razúmnaya. De aquí sale hacia el sureste la carretera 14K-3, que lleva a Shebékino.

## Historia
Se conoce la existencia del pueblo en documentos desde 1678, cuando se menciona como parte del uyezd de Bélgorod. Fue una pequeña localidad rural hasta el último cuarto del siglo XX, cuando creció notablemente por su proximidad a Bélgorod, superando los cinco mil habitantes en el censo de 1979 y los quince mil en el censo de 2002. Adoptó estatus de asentamiento de tipo urbano en 1985.